# Liddy Hegewald
Liddy Hegewald (* 22. September 1884 als Anna Liddy Genau in Bockau; † 1. Dezember 1950 in Berlin) war eine deutsche Filmproduzentin.

## Leben
Liddy Genau, siebtes Kind des Reichsbahnbeamten Ernst Genau, war seit dem siebten Lebensjahr Vollwaise. 1890 bis 1898 besuchte sie die Schule in Aue. Sie begann eine Apothekerlehre und heiratete 1901 den Fabrikbesitzer Albin Hegewald. In dessen Betrieb, der Elektromotoren herstellte und elektrische Anlagen installierte, unterzog sie sich einer intensiven technischen Ausbildung.
Nach dem Tod ihres Mannes wurde sie selbst Unternehmerin. Sie wandte sich dem aufblühenden Medium Film zu und erwarb 1909 ihr erstes Kino in Pirna. Bis 1916 hatte sie ihr Imperium auf 16 Lichtspieltheater ausgedehnt, darunter Kinos in Leipzig, Eisleben und Merseburg. 1916 begann sie, selbst Filme zu produzieren und zwar zunächst die damals üblichen Aktualitätenfilme. Ihre Hegewald-Film mit Sitz in Leipzig stellte ab 1920 auch Spielfilme her.
1925 übersiedelte Liddy Hegewald mit ihrer Firma nach Berlin. Sie produzierte Filme aller Art, Abenteuerfilme, Komödien, Detektivgeschichten, Literaturverfilmungen und Filmoperetten. Hegewald wurde über ihre Produzententätigkeit hinaus auch im Filmverleih tätig. Nach Gründung der Tochtergesellschaft Silva-Film GmbH stellten sich finanzielle Probleme ein. Die Auflösung der Firma erwies sich 1931 als unumgänglich. Ihr zweiter Ehemann, der Regierungsrat Martin Beyer, starb 1932.
Liddy Hegewald versuchte danach erneut im Filmgeschäft Fuß zu fassen. Ihr in Österreich gedrehter Film Madame Blaubart durfte aufgrund neuer Devisenbestimmungen jedoch nicht aufgeführt werden. Ihr Prozess gegen die Reichsfilmkammer endete letztlich mit dem Verlust ihrer Zulassung, weiter im Filmgeschäft tätig zu sein. Mit geborgtem Geld beteiligte sie sich noch an der österreichischen Produktion Mein Liebster ist ein Jägersmann. Sie musste sich danach völlig ins Privatleben zurückziehen. 1936 wurden sie und ihr Sohn Fred wegen Heiratsschwindel und Begünstigung angeklagt, jedoch freigesprochen. Zuletzt im Alters- und Pflegeheim Luise Pritzsche wohnhaft, starb Liddy Hegewald 1950 in den Wittenauer Heilstätten.

## Filmografie (Auswahl)
| - 1920: Der schwarze Gast - 1920: Apachenrache (2 Teile) - 1921: Die Hafenlore (2 Teile) - 1921: Razzia - 1921: Morast - 1922: Wer bin ich - 1922: Brudermord - 1922: Der Heiratsschwindler - 1922: Bummellotte - 1922: Kaschemmengräfin - 1922: Divankatzen - 1922: Die Liebeslaube - 1923: Der überlistete Geizhals - 1924: Sabotage - 1925: Volk in Not - 1926: Die Kleine und ihr Kavalier - 1926: Wie bleibe ich jung und schön - 1926: Der Meineidbauer - 1926: Der Wirtin Töchterlein - 1926: Der Pfarrer von Kirchfeld - 1927: Liebelei - 1927: Stolzenfels am Rhein - 1927: Das Fürstenkind | - 1928: Freiwild - 1928: Frauenarzt Dr. Schäfer - 1928: G'schichten aus dem Wienerwald - 1928: Der Zarewitsch - 1929: Der Leutnant Ihrer Majestät - 1929: Mädchen am Kreuz - 1929: Im Prater blüh'n wieder die Bäume - 1929: Das Mädchenschiff - 1929: Frühlings Erwachen - 1929: Das Recht auf Liebe - 1929: Das Erlebnis einer Nacht - 1930: Das Wolgamädchen - 1930: Die Warschauer Zitadelle - 1930: Kasernenzauber - 1930: O alte Burschenherrlichkeit - 1930: Pension Schöller - 1930: Ein Mädchen von der Reeperbahn. - 1930: In Wien hab' ich einmal ein Mädel geliebt - 1930: Tänzerinnen für Südamerika gesucht - 1931: Das Schicksal einer schönen Frau (Madame Blaubart) - 1931: Der Liebesarzt - 1931: Der Tanzhusar - 1931: Wenn die Soldaten... - 1933: Mein Liebster ist ein Jägersmann (Unser Kaiser) |